# William Benjamin Lenoir
William Benjamin „Bill” Lenoir (n. 14 martie 1939 în Miami, Florida – d. 28 august 2010) a fost un astronaut american.

## Biografie
Lenoir a terminat în anul 1961 studiile de electrotehnică la universitatea "Massachusetts Institute of Technology" (MIT). El este între anii 1964 - 1965, asistent de profesor universitar la disciplinele de electronică și informatică. În august 1967 Lenoir este selectat de NASA ca astronaut pentru cercetători științifce. El terminâ cu succes la "Laughlin Air Force Base" în Texas, cursul de pregătire pentru astronauți și va fi astronaut de rezervă în misiunile stațiilor spațiale Skylab 3 și Skylab 4. Din septembrie 1974 până în iulie 1976 el lucrează printre altele la un proiect NASA de construire în cosmos a unei centrale electrice.  Primul lui zbor în cosmos vor avea loc la data de 11. noiembrie 1982 cu nava spațială Columbia. După ce s-a îmbolnăvit, el va fi transferat la firma "Booz Allen Hamilton" fiind între anii 1989 - 1992 manager la NASA. William Lenoir a fost de două ori căsătorit și a avut trei copii, el moare în urma unui accident cu bicicleta fiind rănit la cap.